# Phytosciara zingiberis
Phytosciara zingiberis är en tvåvingeart som beskrevs av Nakasuga, Sasakawa och Joshua R. Ogawa 1985. Phytosciara zingiberis ingår i släktet Phytosciara och familjen sorgmyggor. Inga underarter finns listade i Catalogue of Life.